# Eliott Crestan
Eliott Crestan (Namen, 22 februari 1999) is een Belgische atleet, die gespecialiseerd is in de middellange afstand. Hij werd tienmaal Belgisch kampioen en nam tweemaal deel aan de Olympische Spelen.

## Loopbaan

### Eerste successen
Crestan werd in 2016 voor het eerst Belgisch indoorkampioen op de 800 m. Hij nam dat jaar op dezelfde afstand deel aan de Europese kampioenschappen U18, waar hij een zevende plaats behaalde in de finale. Het jaar nadien werd hij op de Europese kampioenschappen U20 derde in zijn halve finale.
Begin 2018 behaalde Crestan een tweede indoortitel op de 800 m. Hij wist zich op de 800 m te plaatsen voor zowel de Europese kampioenschappen in Berlijn als de wereldkampioenschappen U20 in Tampere. Op de WK U20 verbeterde hij in de halve finale zijn Belgisch juniorenrecord. In de finale behaalde hij een bronzen medaille. In 2019 en 2020 veroverde hij zijn eerste nationale outdoortitels op de 800 m.

### Olympisch debuut in Tokio
In 2021 verbeterde Crestan het Belgisch indoorrecord van Joeri Jansen op de 800 m. Tijdens een meeting in Metz liep hij 1.46,40. Hij werd voor de derde keer Belgisch indoorkampioen. Op de Europese indoorkampioenschappen in Toruń werd hij uitgeschakeld in de halve finales. Op een meeting in Brussel liep hij in juni 2021 op zijn favoriete afstand de limiet voor deelname aan de Olympische Spelen in Tokio. Twee weken later werd hij voor de derde keer Belgisch outdoorkampioen. Op de Olympische Spelen kon Crestan zich kwalificeren voor de halve finale van de 800 m. In deze halve finale liep hij in een persoonlijk record naar de vierde plaats, waarmee hij zich niet kon kwalificeren voor de finale. Bij de Memorial Van Damme, de afsluitende wedstrijd van het baanseizoen, werd hij tweede op de 800 m in 1.45,24.

### Finalist op WK indoor en EK 2022
Op de BK indoor AC van 2022 verbeterde Crestan zijn indoorrecord op de 800 m naar 1.46,11. Hij nam deel aan de wereldindoorkampioenschappen in Belgrado en behaalde er een zesde plaats in de finale. Een blessure verstoorde dat jaar zijn voorbereiding op de wereldkampioenschappen in Eugene. Hij werd met een vierde plaats uitgeschakeld in de reeksen. Een maand later behaalde hij een finaleplaats op de Europese kampioenschappen in München. Hij plaatste in de finale op 300 meter voor het einde een versnelling, maar kraakte in de laatste 50 m en werd achtste en laatste. Hij sloot het seizoen af op de Memorial Van Damme met een vierde plaats in een persoonlijk record.

### Brons op EK indoor 2023
In 2023 beleefde Crestan een uitstekend indoorseizoen. Hij veroverde zijn vijfde indoortitel op de BK indoor AC en beleefde vervolgens een hoogtepunt in zijn carrière door op de EK indoor in Istanbul een bronzen medaille te veroveren op de 800 m. Aan het begin van het outdoorseizoen ondervond hij echter een fikse tegenslag door een hamstringblessure op te lopen. De medische staf wist hem evenwel tijdig op te lappen voor de Belgische kampioenschappen, waar hij zijn vierde outdoortitel veroverde. Daarna ging het tijdens een trainingsstage opnieuw mis, waardoor Crestan gedwongen werd om zich terug te trekken voor de WK in Boedapest. Het atletiekjaar 2023 ging voor hem zodoende als een nachtkaars uit.

### Belgische records
In juni 2024 verbeterde Crestan het Belgisch record van Joeri Jansen op de 600 m. Enkele weken later verbeterde hij tijdens de Diamond League-meeting in Parijs het 48 jaar oude record van Ivo Van Damme op de 800 m naar 1.42,43.
Clubs
Crestan is aangesloten bij Sambre-Meuse Athlétique Club (SMAC).

## Belgische kampioenschappen
Outdoor
| Onderdeel | Jaar                   |
| --------- | ---------------------- |
| 800 m     | 2019, 2020, 2021, 2023 |

Indoor
| Onderdeel | Jaar                               |
| --------- | ---------------------------------- |
| 800 m     | 2016, 2018, 2021, 2022, 2023, 2024 |

## Persoonlijke records
Outdoor
| Onderdeel | Prestatie    | Datum        | Plaats             |
| --------- | ------------ | ------------ | ------------------ |
| 400 m     | 46,79 s      | 12 mei 2024  | Cergy-Pontoise     |
| 600 m     | 1.14,47 (NR) | 19 juni 2024 | Naimette-Xhovémont |
| 800 m     | 1.42,43 (NR) | 7 juli 2024  | Parijs             |
| 1500 m    | 3.47,17      | 28 juli 2018 | Ninove             |

Indoor
| Onderdeel | Prestatie    | Datum           | Plaats           |
| --------- | ------------ | --------------- | ---------------- |
| 400 m     | 47,58 s      | 28 januari 2023 | Louvain-la-Neuve |
| 600 m     | 1.14,92 (NR) | 25 januari 2025 | Louvain-la-Neuve |
| 800 m     | 1.44,69 (NR) | 4 februari 2025 | Ostrava          |
| 1500 m    | 3.46,44      | 25 januari 2020 | Louvain-la-Neuve |

## Palmares

### 800 m
- 2015:  EYOF te Tbilisi – 1.54,02
- 2016:  BK indoor AC – 1.52,81
- 2016: 7e EK U18 te Tbilisi – 1.52,68
- 2017:  BK indoor AC – 1.54,18
- 2017: 3e ½ fin. EK U20 te Grossetto  – 1.49,58
- 2018:  BK indoor AC – 1.49,53
- 2018:  WK U20 te Tampere  – 1.47,27
- 2018: 6e in reeks EK te Berlijn - 1.47,35
- 2019:  BK AC – 1.48,43
- 2020:  BK AC – 1.49,89
- 2021:  BK indoor AC – 1.46,83
- 2021: 3e in ½ fin. EK indoor in Toruń - 1.48,12
- 2021:  BK AC – 1.48,45
- 2021:  EK U23 in Tallinn  – 1.46,32
- 2021: 4e in ½ fin. OS in Tokio  – 1.44,84
- 2022:  BK indoor AC – 1.44,11 (NR)
- 2022: 6e WK indoor in Belgrado - 1.46,78
- 2022: 3e in series WK in Eugene - 1.46,61
- 2022: 8e EK in München - 1.45,68
- 2023:  BK indoor AC – 1.49,26
- 2023:  EK indoor in Istanbul - 1.47,65
- 2023:  BK AC – 1.46,90
- 2024:  BK indoor AC – 1.45,20
- 2024:  WK indoor in Glasgow - 1.45,32
- 2024: 4e in serie EK in Rome - 1.46,48
- 2024: 4e in ½ fin. OS in Parijs – 1.43,72
- 2025:  EK indoor in Apeldoorn – 1.44,92
- 2025:  WK indoor in Nanjing – 1.44,81

Diamond League-resultaten
- 2021: 5e Palio Città della Quercia in Rovereto - 1.46,31
- 2021:  Memorial Van Damme - 1.45,24
- 2022: 4e Memorial Van Damme - 1.44,24
- 2024: 6e Meeting de Paris - 1.42,43 (NR)
- 2024: 4e Silesia Kamila Skolimowska Memorial in Chorzów - 1.43,48
- 2024: 5e Memorial Van Damme - 1.43,74